# Siri von Essen

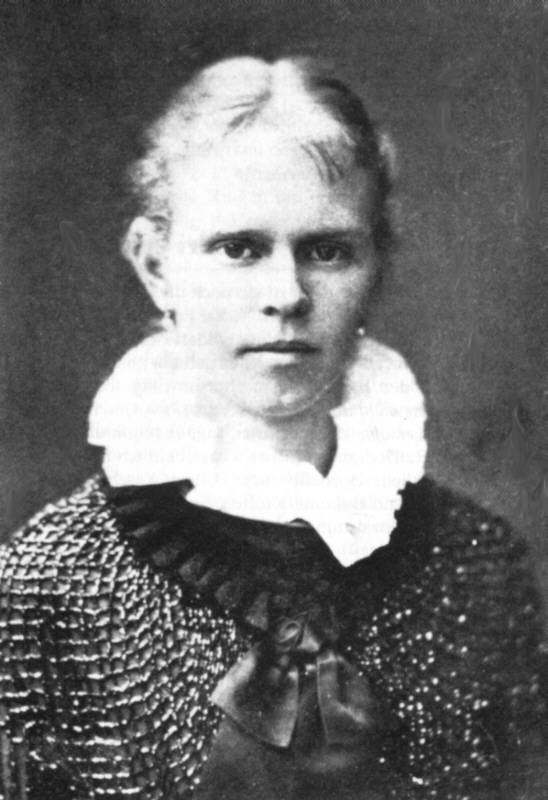
Siri von Essen

Sigrid „Siri“ Sofia Matilda Elisabet von Essen (* 17. August 1850 in Borgå; † 21. April 1912 in Helsinki) war eine finnlandschwedische Schauspielerin.

## Leben
Sigrid „Siri“ von Essens Eltern waren der Hauptmann Karl Reinhold von Essen und die Schauspielerin Elisabet Charlotta In de Betou. Siri wurde zuhause von einer französischsprechenden Gouvernante erzogen. Als sie 13 Jahre alt war, zog ihre Familie nach Paris, wo sie einige Monate in einer Klosterschule verbrachte. Nachdem die Familie gezwungen war, ihr Eigentum zu verkaufen, zogen sie im Jahre 1868 nach Stockholm. Mit ihrem ersten Mann Leutnant Freiherr Carl Gustaf Wrangel af Sauss (Ehe von 1872 bis 1876) bekam sie im Jahre 1873 ihre Tochter Sigrid, die jedoch schon 1877 starb. 1875 traf Siri von Essen August Strindberg und ein Jahr später beschlossen sie und ihr Mann, sich scheiden zu lassen, da Siri von Essen als Schauspielerin arbeiten wollte, was mit dem Rang und der gesellschaftlichen Stellung ihres Mannes unvereinbar gewesen wäre. Im Herbst 1876 nahm Siri von Essen Theaterunterricht und hatte ihren ersten Auftritt 1877 als Schauspielerin am Dramaten in Stockholm. Am 30. Dezember desselben Jahres heiratete Siri von Essen August Strindberg. Ihr erstes Kind wurde kurz darauf geboren, starb jedoch schon einige Tage nach der Geburt.
Im Jahre 1882 schrieb Strindberg zwei Stücke direkt für von Essen: Herr Bengts Hustru und Lycko-Pers resa. Ihre Tochter Karin wurde 1880 geboren, Greta 1881. Als sie erneut schwanger wurde, wurde ihr vom Dramaten gekündigt. 1883 reiste die Familie ins Ausland und wohnte in Frankreich und der Schweiz. Ihr Sohn Hans wurde 1884 geboren. Nach dem Gerichtsprozess infolge der Veröffentlichung von Strindbergs Novellensammlung Giftas (Heiraten) entschloss sich August, niemals mehr nach Schweden zurückzukehren. In Grez-sur-Loing befreundete sich Siri mit der Dänin Marie David. August beschuldigte die beiden, eine lesbische Beziehung zu führen. 1888 starteten August und Siri in Dänemark ein „Skandinavisches Versuchstheater“. Siri spielte die Titelrolle in Fröken Julie (Fräulein Julie). Wegen schlechter Wirtschaftlichkeit wurde das Theater wieder aufgelöst. Siri und August zogen 1889 zurück nach Stockholm und begannen im darauffolgenden Jahre mit den Scheidungsverhandlungen. Die Ehe endete 1891. Im Frühjahr 1893 wurde die Scheidung amtlich und Siri erhielt das Erziehungsrecht für ihre Kinder. Sie zog mit diesen nach Finnland und versorgte sich selbst und die Kinder durch Übersetzungsarbeiten und Theaterunterricht.
Sie starb 1912 an einem Schlaganfall und liegt in Solna begraben.
August Strindberg schrieb nach der Scheidung das Buch En dåres försvarstal (Die Beichte eines Toren), das von ihrer Beziehung handelt.